# Jan Hendrik Leopold
Jan Hendrik Leopold ('s-Hertogenbosch, 1865 – Rotterdam, 1925) è stato un poeta olandese.

## Biografia

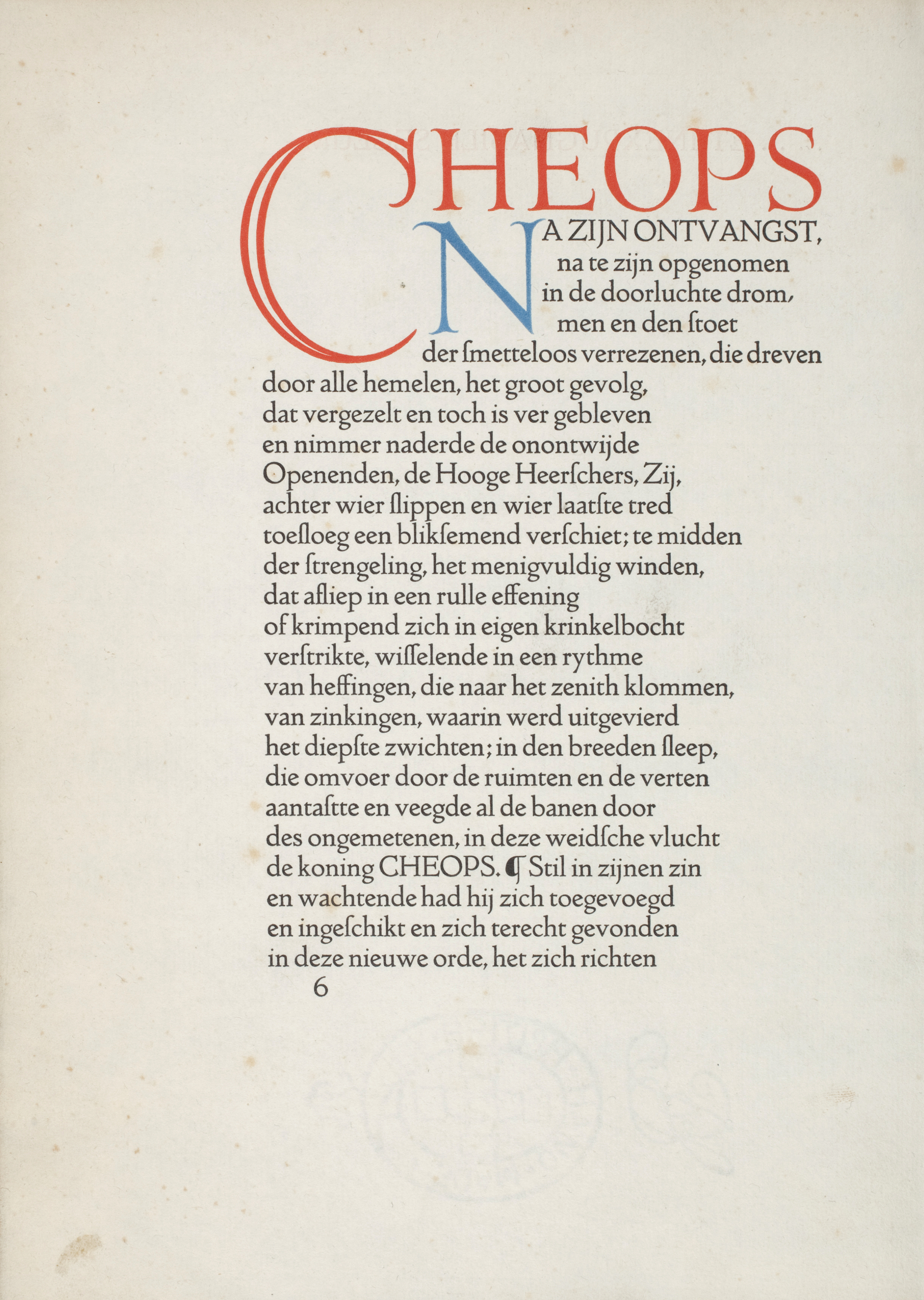
Cheops

Dopo aver vissuto a Arnhem si spostò a Rotterdam all'inizio del 1892, dove divenne un insegnante di lingue classiche al Gymnasium Erasmianum. 
Poeta simbolista, fu anche traduttore sia di classici greci sia di opere persiane, soprattutto di ʿUmar Khayyām, di cui tradusse parzialmente il Rubʿayyāt. 
Le sue opere d'esordio furono pubblicate dalla rivista La nuova guida, voce del movimento innovatore dell'Ottanta, ed evidenziarono influenze impressioniste e di Paul Verlaine, soprattutto nel ritmo e nell'uso dell'enjambement.
Tutti i suoi lavori testimoniarono il contrasto tra il desiderio della donna amata e la consapevolezza dei limiti del proprio egoismo, e cercò, in un primo tempo, nello stoicismo i principi fondamentali per accettare l'esistenza, e successivamente si avvicinò al pessimismo lucido del poeta persiano ʿUmar Khayyām.
Durante la sua vita insegnò lingue classiche, e la scuola lo commemora con un monumento in bronzo e pietra incluso il suo ritratto e uno dei suoi poemi.